# Ленінградське (Акжарський район)
Ленінгра́дське (каз. Ленинград) — село у складі Акжарського району Північноказахстанської області Казахстану, раніше було центром ліквідованого Ленінградського району. Адміністративний центр Ленінградського сільського округу.
Населення — 2296 осіб (2021; 3509 у 2009, 4233 у 1999, 6143 у 1989).
Національний склад станом на 1989 рік:
- казахи — 48 %
- росіяни — 27 %.